# JJ-связь
JJ-связь — один из типов спин-орбитального взаимодействия в атомных электронных оболочках, при котором взаимодействие орбитального момента импульса и спинового момента импульса каждого отдельного электрона в электронной оболочке значительно сильнее, чем взаимодействия орбитальных и спиновых моментов различных электронов между собой. 
То есть, для такой связи характерно рассматривать электроны как свободные частицы, движущиеся в кулоновском потенциале атомного ядра и взаимодействия орбитального момента импульса и спина, а взаимодействие с другими электронами определяются методом возмущений.
Относится к однородным типам связи. Данный тип векторной связи используется для описания уровней энергии тяжёлых атомов и многозарядных ионов.
Для jj-связи вводятся:
1. Полные моменты:
{\displaystyle j_{i}=l_{i}+s_{i}},
где {\displaystyle l_{i},s_{i}} - орбитальный момент импульса и спин соответственно.
2. Полный момент системы:
{\displaystyle J=\sum _{i}{j_{i}}}